# Coulimer
Coulimer är en kommun i departementet Orne i regionen Normandie i nordvästra Frankrike. Kommunen ligger i kantonen Pervenchères som tillhör arrondissementet Mortagne-au-Perche. År 2022 hade Coulimer 292 invånare.

## Befolkningsutveckling
Antalet invånare i kommunen Coulimer
| Referens: INSEE |